# Irene Longman
Irene Maud Longman (ur. 24 kwietnia 1877 we Franklin na Tasmanii, zm. 29 lipca 1964 w Brisbane) – australijska działaczka społeczna i polityk. W latach 1929–1932 jako pierwsza w historii kobieta była członkinią Parlamentu Queensland.

## Życiorys
Z wykształcenia była nauczycielką nauczania początkowego. W latach 1913–1915 prowadziła zajęcia dla osób przygotowujących się do pracy w żłobkach i przedszkolach. Angażowała się również w rozmaite inicjatywy społeczne na rzecz kobiet i dzieci. W 1920 została wybrana na czteroletnią kadencję na stanowisko stanowej przewodniczącej Narodowej Rady Kobiet w stanie Queensland. W 1929 jako pierwsza w dziejach kobieta wystartowała w wyborach do Parlamentu Queensland, występując jako kandydatka niewielkiego ugrupowania Country and Progressive National Party. Udało jej się uzyskać mandat, ale straciła go po jednej kadencji, w wyborach w 1932 roku. W późniejszym okresie życia poświęciła się głównie pracy społecznej.
Jej imieniem został nazwany federalny okręg wyborczy Longman.